# Saison 2018 des Indians de Cleveland
La saison 2018 des Indians de Cleveland est la 118e saison en Ligue majeure de baseball pour cette équipe.

## Saison régulière
La saison régulière de 162 matchs des Indians débute le 29 mars par une visite aux Mariners de Seattle et se termine le 30 septembre suivant. Le match local d'ouverture au Progressive Field de Cleveland est programmé pour le 6 avril face aux Royals de Kansas City.

### Classement
| Ligue américaine division Centrale | V  | D   | %    | Diff. | Diff. (élim.) |
| ---------------------------------- | -- | --- | ---- | ----- | ------------- |
| Indians de Cleveland               | 91 | 71  | ,562 | -     | -             |
| Twins du Minnesota                 | 78 | 84  | ,481 | 13    | -             |
| Tigers de Détroit                  | 64 | 98  | ,395 | 27    | -             |
| White Sox de Chicago               | 62 | 100 | ,383 | 29    | -             |
| Royals de Kansas City              | 58 | 104 | ,358 | 33    | -             |